# الدوري الألماني الشرقي 1968–69
الدوري الألماني الشرقي 1968–69 هو الموسم 22 من الدوري الألماني الشرقي. أقيم خلال الفترة 17 أغسطس 1968 وحتى 17 مايو 1969، وأشرف على تنظيمه الاتحاد الأوروبي لكرة القدم، وكان عدد الأندية المشاركة فيه 14، وفاز فيه نادي فرانكفورت.